# Simon István (biofizikus)
Simon István (Budapest, 1947. január 15. – 2024. május 4.) Széchenyi-díjas magyar biofizikus, a biológiatudomány és a fizikatudomány habilitált doktora, egyetemi magántanár, a Magyar Tudományos Akadémia rendes tagja. Kutatási területe a biofizika, biokémia és a bioinformatika; jelenleg a fehérjék  elméleti és számítógépes vizsgálatával foglalkozik. Szakterületei közé tartozik a fehérjék szerkezetének és szerkezetszerveződésének vizsgálata, fizikai-kémiai, elméleti, és numerikus módszerekkel, valamint új fehérje bioinformatikai algoritmusok, adatbázisok és webszerverek létrehozása.
1991-ben elsőként mutatta be, hogy egy fehérje térszerkezete a kémiai szerkezet alapján kiszámítható.
2014-ben és 2016-ban a Web of Science kiadó az elmúlt tíz esztendőben megjelent cikkekre történő hivatkozások alapján a szakterületén belül Highly Cited Researchernek választotta.

## Életpályája
1969-ben szerzett biofizikus diplomát az ELTE-n. Azóta az MTA Enzimológiai Intézetben dolgozik, először tudományos kutatóként Elődi Pál, majd Závodszky Péter vezetésével, később csoportvezetőként, és 2016-tól kutatóprofesszorként.  A biológia tudományok kandidátusa fokozat 1975-ös megszerzése után további kísérletes módszereket is alkalmazott munkája során. A biológia tudományok nagydoktora fokozat (DSc) 1987-es megszerzése után megalapította saját kutatócsoportját, a Fehérjeszerkezet Kutatócsoportot. A csoport elméleti módszerekkel vizsgálja a fehérjék szerkezetét, az 1990-es évektől a bioinformatika módszereivel kiegészítve.
Kutatása során többször is járt tanulmányúton külföldön az Amerikai Egyesült Államokban. 1975-ben 6 hónapot, 1986-87-ben egy évet, 1989-ben még egy évet, és végül 1991-ben 3 hónapot töltött a Cornell Egyetemen, Harold A. Scheraga irányításával. 1981-1982-ben egy évet töltött a Minnesotai Egyetemen, Clare K. Woodward csoportjában. Többször járt rövidebb tanulmányutakon számos európai országban, továbbá Izraelben, Kínában és Indiában. 2002-ben vendégprofesszor volt Japánban a Tokio Science Universityn. 
1992 és 2004 között évente többször dolgozott Olaszországban az UNESCO és a Nemzetközi Atomenergia-ügynökség, Elméleti Fizikai Nemzetközi Központjának külső munkatársaként. Itthon a Szegedi Tudományegyetem egyetemi magántanáraként, valamint az ELTE-n végzett oktatói és témavezetői tevékenységet. Emellett az ELTE Fizikus Doktori Iskola törzstagja, oktatója és a Biológiai Doktori Iskola témavezetője volt. 2016-ban a Magyar Tudományos Akadémia levelező, 2022-ben rendes tagjává választották.

## Munkássága
A hetvenestől a nyolcvanas évek közepéig különböző kísérletes technikákkal vizsgálta a fehérjék szerkezetét és a funkcionálisan releváns szerkezet változásokat. Ehhez tartozott első nagy visszhangot kiváltó, a Minnesotai Egyetemen készült összefoglaló cikke a fehérjék szerkezeti dinamikájáról. 1971-ben publikált cikkében először vezette be Magyarországon a fehérjék kisszögű röntgenszórásos vizsgálatát és kifejlesztett egy módszert a kis szerkezetváltozások detektálására is. Első nagyobb nemzetközi visszhangot kiváltó cikkében a fehérjék dinamikáját vizsgálta a hidrogén-deutérium kicserőlédés szempontjából NMR-rel 1984-ban.
Érdeklődése ezt kővetően az elméleti és numerikus módszerek felé irányult. Kiszámította a Földön legnagyobb tömegben előforduló biopolimer, a természetes cellulóz szerkezetét, amit akkor a cellulóz oldhatatlansága miatt kísérletesen még nem lehetett meghatározni. Majd 1991-ben elsőként mutatta be, hogy egy fehérje térszerkezete a kémiai szerkezet alapján kiszámítható.
A bioinformatika mint tudományterület és az internet megjelenésével kezdett el számítógépes módszereket használni kutatásai során az 1990-es évek közepén. Ekkor kezdett el foglalkozni először a sejtben a sejtmembránt alkotó, és azon átérő fehérjékkel, a (transzmembrán fehérjékkel elméleti szempontból.
A 2000-es évektől kutatása fókuszpontjában a rendezetlen fehérjék állnak, olyan fehérjékkel, mely natív körülmények között sem rendelkeznek időben állandó térszerkezettel. Kutatása során több adatbázist és webszervert, illetve algoritmust publikált munkatársaival. Diákjai közül hárman is nyertek Lendület-pályázatot: Fuxreiter Mónika, Dosztányi Zsuzsanna, Tusnády E. Gábor. 

## Szervezeti tagságok
- Doktori Tanács (póttag)
- Molekuláris Biológiai, Genetikai és Sejtbiológiai Tudományos Bizottság (szavazati jogú tag)
- Biofizikai Osztályközi Tudományos Bizottság (szavazati jogú tag)
- Bioinformatikai Osztályközi Állandó Bizottság (szavazati jogú tag)
- Magyar Biofizikai Társaság (elnökségi tag)
- Magyar Bioinformatikai Társaság (elnök)
- Biophysical Society
- Central European Journal of Physics (szerkesztő)
- The Open Applied Informatics Journal (szerkesztő)
- Biology Direct (szerkesztő)

## Díjai, elismerései
- MTA Ifjúsági Dłj (1973)
- Széchenyi Professzori Ösztöndíj (1997)
- Straub érem (2004)
- Charles Simonyi Kutatói Ösztöndíj (2009)
- Highly Cited Researcher (2014, 2016)
- Széchenyi-díj (2024)

## Fontosabb publikációi
- Conformational energy calculations of the effect of sequence variation on the conformation of two tetrapeptides (1978)
- Hydrogen exchange and the dynamic structure of proteins (1982)
- Principles governing amino acid composition of integral membrane proteins: application to topology prediction (1995)
- Prediction of transmembrane alpha-helices in prokaryotic membrane proteins: the dense alignment surface method (1997)
- The HMMTOP transmembrane topology prediction server (2001)
- Preformed structural elements feature in partner recognition by intrinsically unstructured proteins (2004)
- IUPred: web server for the prediction of intrinsically unstructured regions of proteins based on estimated energy content (2005)
- PDB_TM: selection and membrane localization of transmembrane proteins in the protein data bank (2005)
- The pairwise energy content estimated from amino acid composition discriminates between folded and intrinsically unstructured proteins (2005)
- Molecular principles of the interactions of disordered proteins (2007)
- ANCHOR: web server for predicting protein binding regions in disordered proteins (2009)
- Prediction of protein binding regions in disordered proteins (2009)
- PDBTM: Protein Data Bank of transmembrane proteins after 8 years (2013)
- Systematic analysis of somatic mutations driving cancer: uncovering functional protein regions in disease development (2016)
- MFIB: a repository of protein complexes with mutual folding induced by binding (2017)
- DIBS: a repository of disordered binding sites mediating interactions with ordered proteins (2018)